# Faro de Cabo de Berbería
El faro de Cabo de Berbería (en catalán: Far de Cap de Barbaria) es un faro situado en la punta suroccidental de la isla de Formentera, Islas Baleares, España.

## Historia
Antes del Plan General de 1967, se venía reclamando la construcción de un faro en esa parte de la isla de Formentera. Representa un típico faro de los levantados en la década de los años 1970, automatizado, con una óptica giratoria catadióptrica y mezcladores Dalen de acetileno. En 1995 se instalaron nuevos equipos de alumbrado alimentados con energía solar fotovoltaica, pero conservando la óptica original. El sistema de rotación pasa a ser de tipo electro-magnético, y la iluminación corre a cargo de lámparas de descarga. Este faro estuvo a cargo de los técnicos residentes en el Faro de La Mola, hasta que este quedó deshabitado. Ambos faros están hoy día telecontrolados y su mantenimiento depende de los técnicos de Ibiza.

## Características
El faro emite grupos de dos destellos de luz blanca en un ciclo de 15 segundos. Es visible en el sector entre 234° y 171°. Está también oscurecido en el sector entre 248º y 264º por la península de La Mola. Su alcance nominal nocturno es de 18 millas náuticas.

## Cultura
El Faro de Cabo de Berbería aparece en la película Lucia y el Sexo, protagonizado por Paz Vega y Tristan Ulloa

## Acceso
El acceso se realiza mediante la carretera PM-V-820-1. Durante los meses de mayor afluencia turística, el Consejo Insular de Formentera regula el acceso de los vehículos motorizados con la instalación de un dispositivo de control que prevé un aparcamiento disuasório a 1,5 km del faro y una barrera que impide el paso. Desde ese punto, el acceso sólo es permitido a pie o en bicicleta.
Durante ese período sólo se permite el acceso a los vehículos motorizados de la Autoriad Portuaria de Baleares, de la Agencia Balear del Agua y la Calidad Ambiental (ABAQUA), los servicios de emergencia, los vehículos al servicio de personas con movilidad reducida y aquellos que autorice el Consejo Insular.